# Vilseck (Milland)

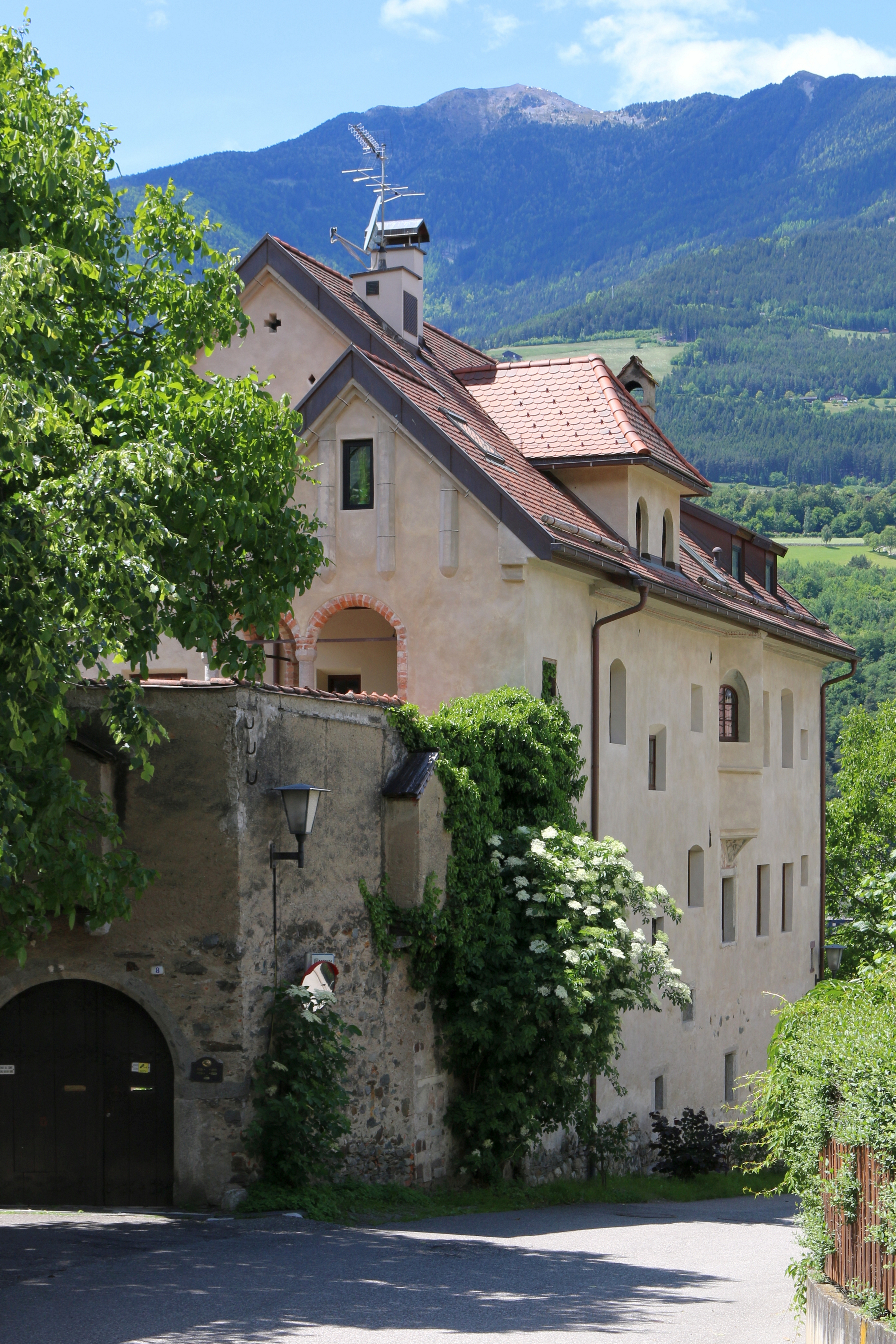
Vilseck in Milland

Vilseck, auch Vilsegg, ist ein alter Ansitz in Milland, einer Fraktion der Gemeinde Brixen in Südtirol.

## Geschichte
Vilseck wurde um 1250 erstmals erwähnt. Den ehemaligen Besitzern, die sich danach Parmetin zu Vilseck nannten, verlieh Kaiser Maximilian I. 1518 den Reichsadel. Am 29. Mai 1578 genehmigte Erzherzog Ferdinand von Österreich-Tirol der Familie eine Wappenbesserung mit den erledigten Wappen derer von Vilsegg. 1601 erhob Kaiser Rudolf II. das Anwesen zum Edelsitz. Simon von Parmetin, letzter männliche Spross seines Geschlechts, heiratete Kunigunde von Winkelhofen, wodurch Vilseck an dessen Familie kam. Letzterem Adelsgeschlecht gehörte auch der benachbarte Ansitz Karlsburg. Simon von Parmetin († 29. November 1673) stiftete in seinem Testament vom 15. Januar 1672 und 22. November 1673 in der Kirche Unserer Lieben Frau ein Benefizium. Die Errichtung der eigenen Pfründe erfolgte am 6. März 1687. Das Präsentationsrecht wurde darauf dem ältesten männlichen Nachkommen des Benedikt Freiherr von Mamming zugesprochen. Während der Koalitionskriege brannte das Anwesen 1809 beim Durchzug französischer Truppen nieder und wurde später erneuert. 1986 erfolgte die Unterschutzstellung von Seiten des Südtiroler Landesdenkmalamtes.